# Río Pichanaqui
Der Río Pichanaqui, alternative Schreibweise Río Pichanaki, im Oberlauf Río Aladino, ist ein etwa 70 km langer rechter Nebenfluss des Río Perené in der Region Junín in Zentral-Peru.

## Flusslauf
Der Río Pichanaqui entspringt in der peruanischen Zentralkordillere im äußersten Südwesten des Distrikts Pichanaqui in der Provinz Chanchamayo. Das Quellgebiet liegt auf einer Höhe von etwa 3950 m an der Nordwestflanke des Cerro Puy Puy. Es liegt zentral im Waldschutzgebiet Pui Pui. In der Quellregion befinden sich zwei Bergseen am Flusslauf. Ab Flusskilometer 65 bildet der Fluss die Grenze zum weiter westlich und nördlich gelegenen Distrikt Perené. Der Río Pichanaqui fließt anfangs 45 km in nordnordöstlicher Richtung durch das Bergland. Anschließend nimmt er die Flüsse Río Pucusani von links und Río Cuyani von rechts auf. Dort liegen die Ortschaften Condado Pichikiari, Miricharo und San Antonio Alto Pichanaki unweit des Flussufers. Der Río Pichanaqui fließt im Unterlauf, auf seinen unteren 25 Kilometern, in Richtung Ostnordost. Auf seinen letzten zwei Kilometern durchquert der Fluss den Ballungsraum von Pichanaqui und mündet schließlich auf einer Höhe von etwa 490 m in den Río Perené. Etwa einen Kilometer oberhalb der Mündung kreuzt die Nationalstraße 5S den Fluss.

## Einzugsgebiet
Der Río Pichanaqui entwässert ein Areal von etwa 615 km². Das Einzugsgebiet des Río Pichanaqui grenzt im Osten an das des Río Ipoqui, im Südwesten an das des Río Tulumayo, im Westen an die Einzugsgebiete von Río Huatziroqui und Río Anashirona sowie im Norden an das des oberstrom gelegenen Río Perené.